# Premi e riconoscimenti di Julianne Moore
Questa è la lista che riassume tutti i premi ottenuti da Julianne Moore. 

## Premi cinematografici e televisivi

### Principali
- Premio Oscar
  - 1998 - Candidatura alla miglior attrice non protagonista per Boogie Nights - L'altra Hollywood
  - 2000 - Candidatura alla miglior attrice per Fine di una storia[1]
  - 2003 - Candidatura alla miglior attrice per Lontano dal paradiso[2]
  - 2003 - Candidatura alla miglior attrice non protagonista per The Hours[2]
  - 2015 - Miglior attrice per Still Alice[3][4]

- Golden Globe
  - 1993 - Speciale al miglior cast per America Oggi
  - 1998 - Candidatura alla migliore attrice non protagonista per Boogie Nights - L'altra Hollywood
  - 2000 - Candidatura alla migliore attrice in un film commedia o musicale per Un marito ideale
  - 2000 - Candidatura alla migliore attrice in un film drammatico per Fine di una storia
  - 2003 - Candidatura alla migliore attrice in un film commedia o musicale per Lontano dal paradiso
  - 2010 - Candidatura alla miglior attrice non protagonista per A Single Man
  - 2011 - Candidatura alla migliore attrice in un film commedia o musicale per I ragazzi stanno bene
  - 2013 - Miglior attrice in una mini-serie o film per la televisione per Game Change
  - 2015 - Migliore attrice in un film drammatico per Still Alice
  - 2015 - Candidatura alla migliore attrice in un film commedia o musicale per Maps to the Stars
  - 2024 - Candidatura alla miglior attrice non protagonista per May December

- Premio BAFTA
  - 2000 - Candidatura alla migliore attrice protagonista per Fine di una storia
  - 2003 - Candidatura alla migliore attrice non protagonista per The Hours
  - 2011 - Candidatura alla migliore attrice protagonista per I ragazzi stanno bene
  - 2015 - Miglior attrice protagonista per Still Alice

- Premio Emmy

- - 1988 - Outstanding Younger Actress in a Drama Series per Così gira il mondo
  - 2012 - Miglior attrice protagonista in una miniserie o film per Game Change

- Screen Actors Guild Award

- - 1997 - Candidatura alla miglior attrice non protagonista per Boogie Nights - L'altra Hollywood
  - 1997 - Candidatura al miglior cast per Boogie Nights - L'altra Hollywood
  - 2000 - Candidatura al migliore attrice non protagonista per Magnolia
  - 2000 - Candidatura al miglior cast per Magnolia
  - 2000 - Candidatura alla migliore attrice cinematografica per Fine di una storia
  - 2003 - Candidatura alla miglior attrice non protagonista per The Hours
  - 2003 - Candidatura al miglior cast per The Hours
  - 2003 - Candidatura alla miglior attrice per Lontano dal Paradiso
  - 2010 - Candidatura al miglior cast per I ragazzi stanno bene
  - 2013 - Miglior attrice in una mini-serie per Game Change
  - 2015 - Miglior attrice cinematografica per Still Alice

### Altri
- AACTA Award
  - 2015 - Miglior attrice internazionale per Still Alice

- Boston Society of Film Critics Award
  - 1995 - Candidatura alla miglior attrice per Vanya sulla 42esima strada

- Festival internazionale del cinema di Berlino
  - 2003 - Orso d'argento per la migliore attrice per The Hours

- Blockbuster Entertainment Awards
  - 1998 - Candidatura all'attrice preferita per Il mondo perduto
  - 2000 - Candidatura all'attrice non protagonista preferita

- Festival di Cannes
  - 2014 - Prix d'interprétation féminine per Maps to the Stars[5]

- Chicago Film Critics Association
  - 1997 - Candidatura alla miglior attrice non protagonista per Boogie Nights - L'altra Hollywood
  - 1999 - Candidatura alla migliore attrice per Fine di una storia
  - 1999 - Candidatura alla miglior attrice non protagonista per Un marito ideale
  - 2002 - Miglior attrice per Lontano dal paradiso[6]
  - 2002 - Candidatura alla miglior attrice non protagonista per The Hours
  - 2009 - Candidatura alla miglior attrice non protagonista  per A Single Man
  - 2014 - Miglior attrice per Still Alice[7][8]

- Chlotrudis Award
  - 1995 - Candidatura miglior attrice per Vanya sulla 42esima strada
  - 1996 - Candidatura miglior attrice per Safe
  - 1998 - Candidatura miglior attrice non protagonista per Boogie Nights
  - 1998 - Candidatura migliore attrice non protagonista per The Myth of Fingerprints
  - 2000 - Candidatura miglior attrice per Fine di una storia
  - 2003 - Miglior attrice per Lontano dal paradiso
  - 2010 - Candidatura miglior attrice per A Single Man
  - 2011 - Miglior attrice per I ragazzi stanno bene

- Critics' Choice Awards
  - 2003 - Miglior attrice per Lontano dal paradiso
  - 2010 - Candidatura alla miglior attrice non protagonista per A Single Man
  - 2015 - Miglior attrice per Still Alice
  - 2024 - Candidatura alla miglior attrice non protagonista per May December

- Comedy Film Award
  - 2011 - Miglior attrice per I ragazzi stanno bene

- Dallas-Fort Worth Film Critics Association
  - 1999 - Miglior attrice non protagonista per Cookie's Fortune
  - 2002 - Miglior attrice per Lontano dal paradiso

- Detroit Film Critics Society
  - 2012 - Candidatura miglior cast per Crazy, Stupid, Love

- Empire Awards
  - 2003 - Candidatura alla miglior attrice per Lontano dal paradiso

- Festa del cinema di Roma
  - 2010 – Premio Marc'Aurelio all'attrice

- Florida Film Critics Circle Award
  - 1998 - Miglior attrice non protagonista per Boogie Nights
  - 1998 - Miglior Cast per Boogie Nights
  - 2000 - Miglior cast per Magnolia
  - 2003 - Miglior attrice per Lontano dal paradiso

- GLAAD Media Awards
  - 2004 - Excellence in Media Award

- Gotham Independent Film Awards
  - 2011 - Candidatura alla miglior attrice per I ragazzi stanno bene

- Hollywood Film Festival
  - 2010 - Miglior attrice per A Single Man

- Houston Film Critics Society Awards
  - 2011 - Candidatura miglior attrice per I ragazzi stanno bene

- Independent Spirit Awards
  - 1993 - Candidatura alla miglior attrice non protagonista per America oggi
  - 1996 - Candidatura alla miglior attrice per Safe
  - 2003 - Miglior attrice per Lontano dal paradiso
  - 2008 - Robert Altman Award per Io non sono qui

- Kansas City Film Critics Circle Awards
  - 2003 - Miglior attrice per Lontano dal paradiso

- Las Vegas Film Critics Society
  - 2003 - Candidatura alla miglior attrice non protagonista per The Hours

- London Critics Circle Film Awards
  - 2000 - Candidatura alla miglior attrice per Fine di una storia
  - 2003 - Miglior attrice per Lontano dal paradiso

- Los Angeles Film Critics Association
  - 2003 - Miglior attrice per Lontano dal paradiso e The Hours

- Mostra internazionale d'arte cinematografica
  - 1993 - Coppa Volpi Speciale al miglior cast per America oggi
  - 2003 - Coppa Volpi per la migliore interpretazione femminile per Lontano dal paradiso

- National Board of Review
  - 1998 - Miglior attrice non protagonista per Boogie Nights
  - 1999 - Miglior attrice non protagonista per Magnolia
  - 1999 - Miglior cast per Magnolia
  - 2003 - Miglior attrice per Lontano dal paradiso

- Online Film Critics Society Award
  - 1998 - Candidatura migliore attrice non protagonista per The Myth of Fingerprints
  - 1999 - Candidatura miglior attrice non protagonista per Magnolia
  - 2003 - Miglior attrice per Lontano dal paradiso

- Phoenix Film Critics Society Awards
  - 2003 - Miglior attrice per Lontano dal paradiso
  - 2003 - Candidatura alla miglior cast per The Hours
  - 2011 - Candidatura miglior attrice per I ragazzi stanno bene

- Satellite Awards
  - 1998 - Miglior attrice non protagonista in un film drammatico per Boogie Nights - L'altra Hollywood
  - 1999 - Candidatura alla migliore attrice non protagonista in un film commedia o musicale per Il grande Lebowski
  - 2000 - Candidatura alla migliore attrice per Un marito ideale
  - 2003 - Candidatura alla migliore attrice per Lontano dal paradiso
  - 2003 - Candidatura alla miglior attrice non protagonista in un film drammatico per The Hours
  - 2005 - Candidatura alla migliore attrice per The Prize Winner of Defiance, Ohio
  - 2010 - Candidatura alla migliore attrice per I ragazzi stanno bene
  - 2015 - Miglior attrice per Still Alice

- Saturn Award
  - 1993 - Candidatura alla miglior attrice non protagonista per La mano sulla culla
  - 2002 - Candidatura alla miglior attrice per Hannibal
  - 2005 - Candidatura alla miglior attrice per The Forgotten
  - 2009 - Candidatura alla miglior attrice per Blindness - Cecità[9]

- San Diego Film Critics Society Award
  - 2003 - Miglior attrice per Lontano dal paradiso

- Seattle Film Critics Awards
  - 2003 - Miglior attrice per Lontano dal paradiso

- Southeastern Film Critics Association Awards
  - 2003 - Miglior attrice per Lontano dal paradiso

- Toronto Film Critics Association Awards
  - 2003 - Miglior attrice per Lontano dal paradiso

- Vancouver Film Critics Circle
  - 2003 - Miglior attrice per Lontano dal paradiso
  - 2009 - Candidatura alla miglior attrice per Blindness - Cecità

- Washington D.C. Area Film Critics Association
  - 2003 - Miglior attrice per Lontano dal paradiso
  - 2010 - Candidatura alla miglior attrice per A Single Man